# 毛猴欢喜
毛猴欢喜（学名：Sloanea tomentosa）为杜英科猴欢喜属下的一个种。

## 扩展阅读
- 維基物種上的相關：毛猴欢喜